# Рей Келді
Рей Келді (англ. Ray Keldie; нар. 17 січня 1946) — колишній австралійський тенісист.
Найвищу одиночну позицію світового рейтингу — 113 місце досяг 27 вересня 1974 року.
Здобув 6 одиночних титулів.
Найвищим досягненням на турнірах Великого шолома був фінал в парному розряді.

## Фінали турнірів Великого шолома

### Парний розряд:  (1 поразка)
| Результат | Рік  | Турнір              | Покриття | Партнер       | Суперники             | Рахунок        |
| --------- | ---- | ------------------- | -------- | ------------- | --------------------- | -------------- |
| Поразка   | 1968 | Чемпіонат Австралії | Трава    | Террі Еддісон | Дік Крілі Аллан Стоун | 8–10, 4–6, 3–6 |